# Kemnath
Kemnath (en allemand : /ˈkɛm.naːt/ ) est une ville de Bavière (Allemagne), située dans l'arrondissement de Tirschenreuth, dans le district du Haut-Palatinat.

## Personnalités liées à Kemnath
- Georgius Hornius (Georg Horn, 1620-1670), écrivain protestant allemand/